# Knežova
Knežova (nemško Gnesau) je naselje v Občini Knežova v Okraju Trg na Koroškem v Avstriji.